# Pterotettix
Pterotettix is een geslacht van rechtvleugeligen uit de familie doornsprinkhanen (Tetrigidae). De wetenschappelijke naam van dit geslacht is voor het eerst geldig gepubliceerd in 1887 door Bolívar.

## Soorten
Het geslacht Pterotettix omvat de volgende soorten:
- Pterotettix alluaudi Günther, 1939
- Pterotettix andrei Bolívar, 1887
- Pterotettix asmodaeus Serville, 1838
- Pterotettix belphegor Serville, 1838
- Pterotettix bigibbosus Hancock, 1900
- Pterotettix humilis Günther, 1939